# AKM
AKM je modernizovaná verze pušky AK-47. Do služby byla zařazena roku 1959 a je nejrozšířenější variantou celé série střelných zbraní AK. Našla široké uplatnění u většiny členských států bývalé Varšavské smlouvy a jejích afrických a asijských spojenců. Exportovány a vyráběny byly v mnoha dalších zemích. Výroba těchto pušek probíhala jak ve zbrojovce v Tule, tak Iževsku. Oficiálně ji v sovětské frontové službě na konci 70. let nahradila AK-74, ale dál zůstává ve výzbroji po celém světě.
Proti původní verzi je AKM o 700 gramů lehčí, protože má odlehčené pouzdro závěru. Na jeho výrobu je použita technologie sváření kovových výlisků, díky čemuž je jeho výroba lacinější a jednodušší. I úderný mechanizmus je vylepšený, zabraňuje dopadu kladívka na úderník před úplným uzavřením závěru. Má zpomalovač kadence a chránič ústí hlavně působí jako kompenzátor zdvihu. Dá se různě modifikovat. Například je možné ho vybavit různými optikami, na hlaveň je možné připevnit granátomet nebo bajonet, který v kombinaci s pouzdrem umožňuje stříhání pletiva. Některé verze mají rukojeť a pažbu vyrobenou z plastu, na rozdíl od AK-47, které je mají dřevěné. Verze se sklopnou kovovou pažbou se nazývá AKMS. AKM lze na první pohled rozeznat od AK-47 podle doplněného kompenzátoru zdvihu na ústí hlavně a také menšího prolisu nad zásobníkem.

## Varianty
- AKM - verze s pevnou pažbou
- AKMN - verze AKM s lištou na levé straně zbraně pro noční zaměřovače
- AKMS - verze se sklopnou ramenní opěrkou
- AKMSN - verze AKMS s lištou na levé straně zbraně pro noční zaměřovače
- AKMSU - verze AKMS s krátkou hlavní. Existuje pouze jediný originální exemplář, ostatní jsou repliky. Dlouho se považovala za prototyp krátké zbraně pro řidiče a speciální jednotky (v podstatě AKS-74U pro ráži 7,62 × 39 mm, později se však zjistilo, že jediná existující zbraň tohoto druhu byla nejspíše vyrobená některým z Paštunských zbrojířů, neboť tělo nepochází ze sovětského AKMS, nýbrž z čínského Typu-56 I. Pro tuto teorii navíc nahrává i fakt, že v době vzniku této zbraně se již vyráběly AKS-74 s vylepšenou pažbou; nebyl tedy důvod využívat tělo AKMS.